# Kurt von Mutzenbecher
Kurt von Mutzenbecher, eigentlich Robert Curt von Mutzenbecher (* 18. November 1866 in Hamburg; † 7. Oktober 1938 in Berlin) war ein deutscher Verwaltungs- und Hofbeamter.

## Leben
Kurt von Mutzenbecher war Sohn des Johannes Eduard Freiherr von Mutzenbecher auf Klein Flottbeck und der Jeanette geb. Schön. Nach dem Besuch der Ritterakademie Brandenburg studierte er an der Rheinischen Friedrich-Wilhelms-Universität Bonn und der Friedrich-Wilhelms-Universität Berlin Rechtswissenschaften. 1886 wurde er Mitglied des Corps Borussia Bonn. Er wurde zum Dr. jur. promoviert. Nach dem Studium war er zunächst Gerichtsassessor und dann im diplomatischen Dienst tätig. 1893 war er Attaché an der deutschen Gesandtschaft in Washington, D.C. und Teil der deutschen Delegation bei der Eröffnung der World’s Columbian Exposition in Chicago. 1903 wurde er preußischer Hoftheaterintendant des Königlichen Hoftheaters Wiesbaden. Am 14. November 1918 legte er infolge der Revolutionswirren sein Amt nieder. Mutzenbecher war Reserveoffizier im Husaren-Regiment „König Wilhelm I.“ (1. Rheinisches) Nr. 7 und blieb unverheiratet.

## Auszeichnungen
- Königlicher preußischer Kammerherr (1904)
- Roter Adlerorden 4. Klasse (1907)